# Крокомір

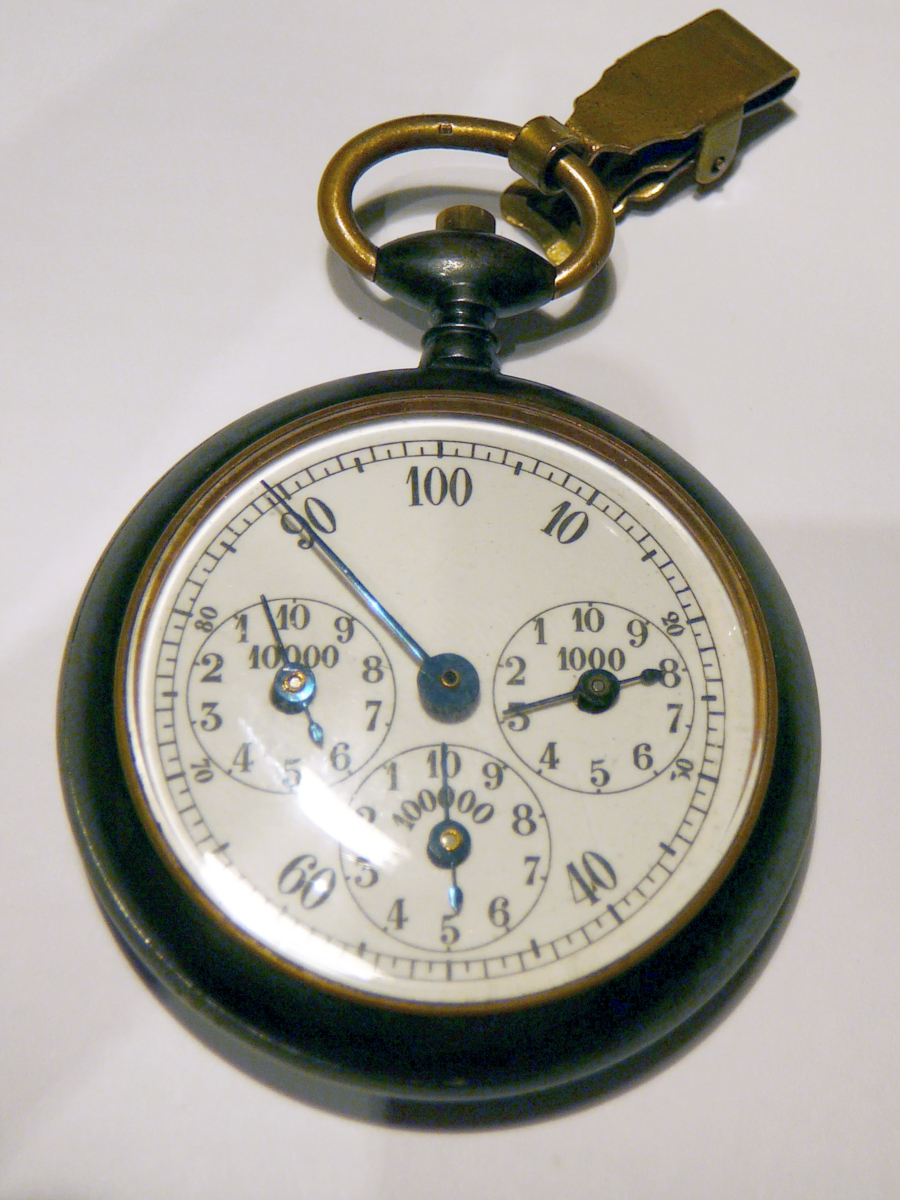
Механічний крокомір

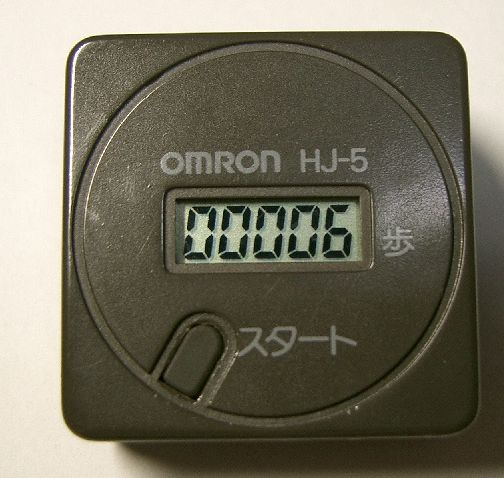
Електронний крокомір

Крокомір – механічний, електронно-механічний або електронний пристрій для підрахунку кількості зроблених кроків під час ходи. Нерідко крокомір має додаткові функції, такі як годинник, плеєр, калькулятор калорій, існують телефони із вбудованим крокоміром.

## Історія
Крокомір винайшов Томас Джефферсон (3-й президент США), в 19-му столітті.

## Пристрій
Більшість крокомірів визначають кроки за негативним прискоренням тіла людини в момент зіткнення ступні із землею, яке фіксується датчиком-акселерометром. У механічному крокомірі рухомий важок за інерцією долає опір пружини й за допомогою зубчастої або іншої передачі провертає вісь механічного лічильника на одну поділку. В електронних крокомірах електромеханічний датчик перетворює струшування в електричний імпульс, що збільшує покази електронного лічильника. Сучасні моделі використовують дво- або трьохосеві акселерометри, а вбудований у них мікропроцесор застосовує досить складний алгоритм для уникання помилкових спрацьовувань під час виконання інших рухів.

## Застосування
Використовується для оцінки як щоденної активності, так і занять фізкультурою. Широко застосовується для боротьби з гіподинамією. Згідно з рекомендаціями необхідно щодня робити не менше 10000 кроків.

## Точність
Крокоміри не належать до точних вимірювальних пристроїв, похибка до 10% вважається допустимою. Точність крокомірів сильно залежить від моделі – чим дешевші моделі тим менш вони точні. Для підвищення точності вимірювання слід дотримуватися певних правил. Крокоміри різних моделей можуть мати різні місця для кріплення (зазвичай на поясі). Більшість крокомірів роблять значну похибку під час пересування транспортом по неякісній дорозі, сприймаючи вибоїни за зроблені кроки. Точність сильно залежить від особливостей ходи конкретної людини.

## Пристрої з функцією крокоміра

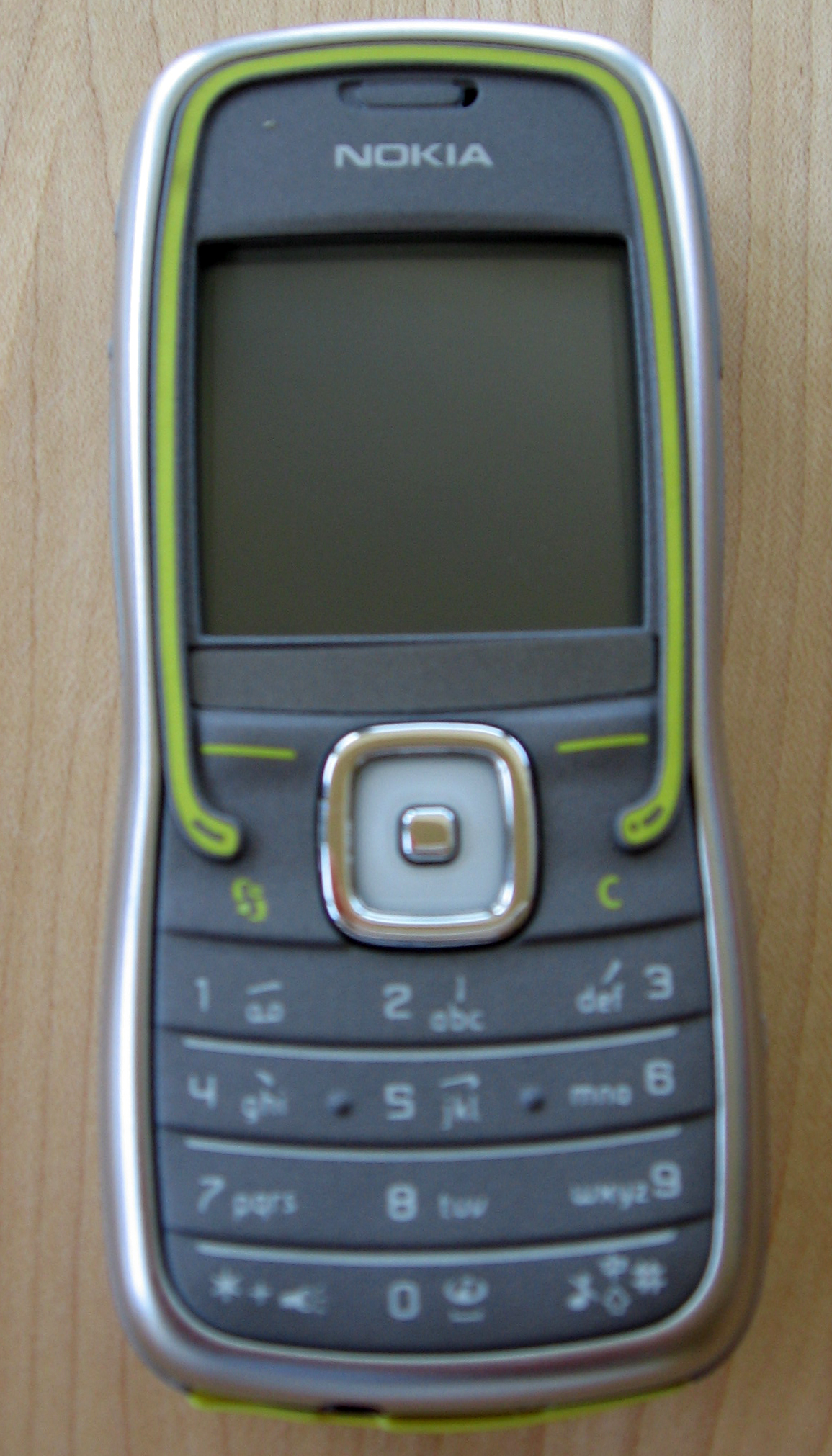
Nokia 5500 Sports Phone

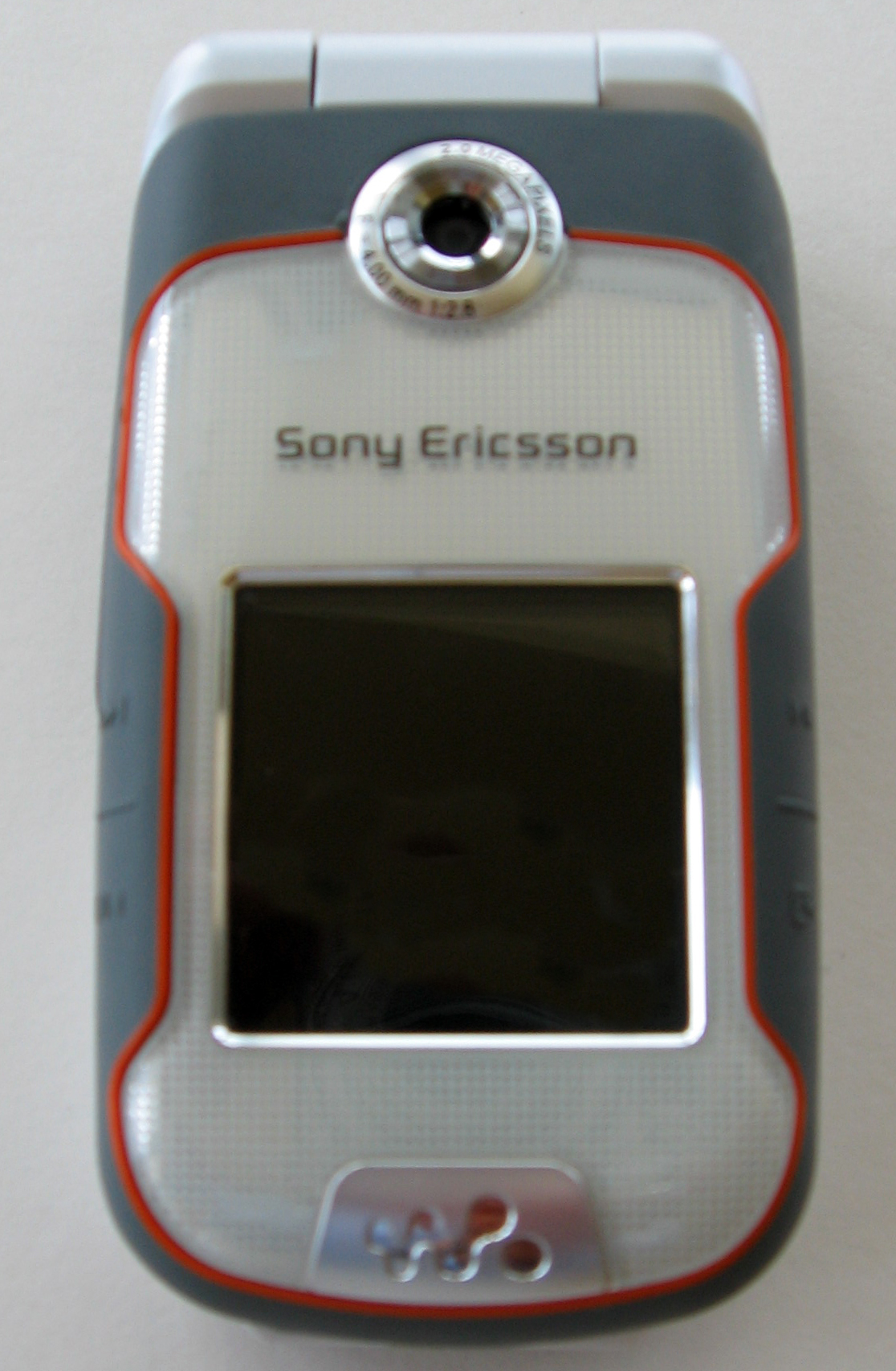
Sony Ericsson w710i walkman phone

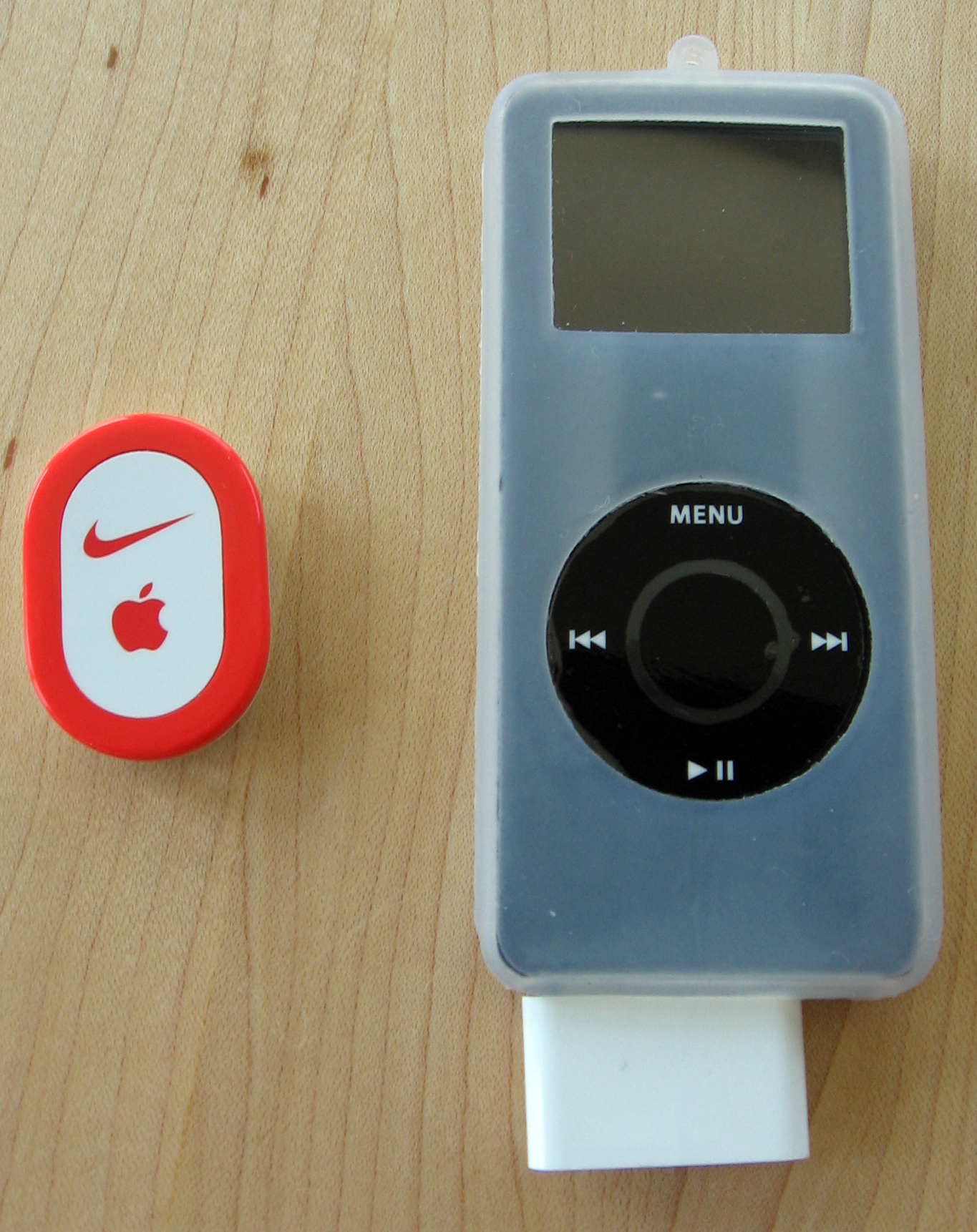
Nike + iPod Sports Kit

### Телефон з крокоміром NTT DoCoMo Fujitsu
Перший мобільний телефон з вбудованим крокоміром. Він працював цілодобово і вважав кроки подібно крокомір Omron. Датчик був виготовлений фірмою ADI. Телефон з'явився в Японії в 2004 році, всього було продано більше 3 мільйонів примірників.

### Nokia 5500 Sports Phone
Телефон Nokia 5500 «Sports Phone» використовує 3-осьовий акселерометр. Підраховується кількість кроків, пройдена відстань і витрачений час. Однак крокомір не може працювати постійно через обмежену ємність батареї.

### Sony-Ericsson
Телефони Sony Ericsson W710 та Sony Ericsson W580 містять 2-осьовий акселерометр, сприймає кроки. W710 рахує кроки, тільки якщо його кришка закрита і показує число кроків на зовнішньому дисплеї. Опівночі зроблені за день кроки переписуються в файл історії, а лічильник обнуляється.

### Nike + iPod Sports Kit
Apple та  Nike, Inc. Представили  Nike + iPod Sports Kit, який використовує датчик, що кріпиться до взуття і через радіоканал підключається до iPod nano. Плеєр показує час ходьби, пройдена відстань і кількість витрачених калорій.

### Крокоміри дляiPhoneтаAndroid
Вбудовані акселерометри дозволяють реалізовувати програми-крокоміри для Apple iPhone та різноманітних смартфонів з ОС Android. Для користувачів обох мобільних платформ доступна велика кількість програм для автоматичного підрахунку кроків, серед яких додатки Google Фітнес, All in pedometer, Accupedo та інші.

## Недоліки
Одним із недоліків крокомірів є те, що вони не здатні враховувати інтенсивність навантаження. Наприклад, людина може зробити 1000 кроків швидко або повільно, по сходах догори або донизу, а крокомір зафіксує однаковий результат. Про похибки у вимірюванні вже було сказано.